# Родственные души (фильм, 1997)
«Родственные души» (кит. упр. 自梳, пиньинь Ji sor, англ. Intimates) — гонконгская мелодрама 1997 года режиссёра Чхён Чхилёна. Название фильма отсылает к китайскому понятию 自梳.

## Сюжет
Вэй, молодая архитекторша, разрывает со своим парнем и отправляется из Сан-Франциско в Китай вместе со своей тётей Ван, которая долгие годы жила в доме её отца. Ван хочет отыскать свою старую любовь, Фун. Пятьдесят лет назад Фун хотели отдать замуж по расчёту, но Ван помогла ей избежать замужества. Фун устроилась в женскую коммуну Ji sor, и с тех пор её связывала с Ван романтическая дружба. Им пришлось пережить много сложностей, но вторжение японцев привело к трагической разлуке. С тех пор Ван никогда не видела Фун и даже не знала, жива ли та. Рассказывая о своей любви к Фун, Ван пытается помочь Вэй разобраться в отношениях со своим парнем. Долгая поездка приведёт всех к тому, что они искали.

## Актёрский состав
| В ролях     |  | Персонаж        |
| ----------- |  | --------------- |
| Тереза Ли   |  | Вэй             |
| Чарли Юнг   |  | Фун в молодости |
| Карина Лау  |  | Ван в молодости |
| Ya-lei Kuei |  | Ван             |
| Уинстон Чао |  | парень Вэй      |

## Награды
Фильм получил следующие награды:
| Награды                | Награды | Награды         | Награды        | Награды    |
| ---------------------- | ------- | --------------- | -------------- | ---------- |
| Фестиваль / Премия     | Год     | Награда         | Категория      | Победитель |
| Golden Bauhinia Awards | 1998    | Golden Bauhinia | Лучшая актриса | Карина Лау |